# 맨주먹으로 왔다
"맨주먹으로 왔다"는 1970년 공개된 대한민국의 영화이다.

## 배역
- 박노식
- 최지희
- 사미자
- 최인숙
- 이대엽
- 장혁
- 최봉
- 박옥초
- 주신아
- 김칠성
- 최삼
- 김기범
- 이예성
- 김웅
- 김승남
- 황백
- 최창호